# La prima guerra mondiale
La prima guerra mondiale (World War I) è un videogioco strategico in tempo reale per Microsoft Windows pubblicato nel 2004 e sviluppato e pubblicato da 1C Company, Dark Fox, Nival Interactive e Blue Label Entertainment.

## Trama
Il 28 giugno 1914 a Sarajevo ha luogo l'assassinio dell'Arciduca d'Austria Francesco Ferdinando che porta allo scoppio della prima guerra mondiale. Il mondo si divide in due schieramenti: l'Intesa e gli Imperi centrali. L'Intesa comprende la Russia, gli Stati Uniti, la Francia, il Regno Unito, l'Italia e molti altri Stati. Alle potenze appartengono la Germania, l'Austria-Ungheria e l'Impero ottomano.

## Modalità di gioco
La prima guerra mondiale è un videogioco di strategia basato sulle più importanti battaglie della prima guerra mondiale (ad esempio quella di Namur) verificatosi tra il 1914 e il 1918.
Nel gioco bisognerà comandare diverse unità, come quelle di artiglieria, fanteria e cavalleria. A differenza della saga dei videogiochi Total War, non si potrà ingrandire il campo di battaglia e il gioco risulterà più complesso, infatti si dovranno impartire molti ordini.
Il gioco è in italiano, tranne che per i comandi, pronunciati in lingue differenti a seconda delle campagne.

### Campagne
Il gioco è suddiviso principalmente in tre campagne:
- Campagna dell'Intesa
- Campagna Tedesca
- Campagna Russa
- Campagna dell'Armata Rossa (bonus)

La campagna dell'Intesa e quella tedesca sono ambientate sul fronte occidentale, quella russa e dell'Armata Rossa sul fronte orientale contro la Germania.